# Hlavní oltář kostela svatého Jakuba Staršího v Levoči

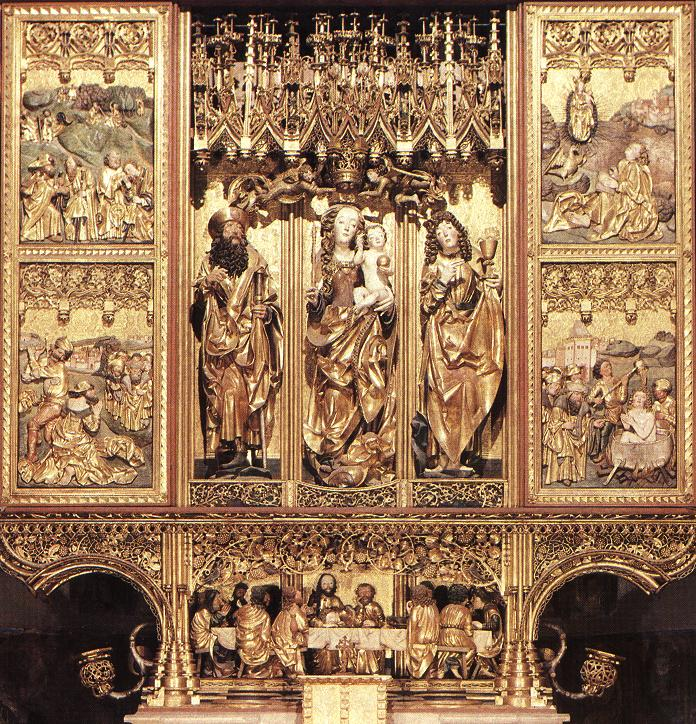
Oltářní retabulum hlavního oltáře Chrámu svatého Jakuba v Levoči. Oltářní skříň vyplňují postavy Panny Marie, sv. Jakuba (vlevo) a sv. Jana Evangelisty. Křídla oltáře zachycují biblické scény: vlevo nahoře - Rozeslání apoštolů do světa, vlevo dole - Stětí sv. Jakuba, vpravo nahoře - sv. Jan na ostrově Patmos, vpravo dole - Mučení sv. Jana. V predelle oltáře skupina Poslední večeře

Hlavní oltář kostela sv. Jakuba Staršího v Levoči (zasvěcený Panně Marii a svatému Jakubovi Apoštolovi) je pozdně gotická sakrální památka, dílo mimořádné umělecké a historické hodnoty; je nejcennějším a nejobdivovanějším chrámovým artefaktem. Již při vstupu do kostela upoutá každého návštěvníka nejen svou monumentalitou ale i výtvarným provedením. Se svou výškou – 18,62 metru jde o nejvyšší pozdně křídlový oltář na světě – a šířkou – 6,27 metru – majestátně vyplňuje prostor závěru chrámového presbytáře. Jeho oltářní retabulum patří k největším uměleckým dílům svého druhu v zaalpské Evropě.

## Vznik oltáře
Předchůdcem dnešního oltáře byl oltář, jehož vznik se váže na počátek stavby farního kostela v první polovině 14. století. Jeho vzhled neznáme; zachovaly se segmenty – sochy dvanácti apoštolů a oltářní menza – a byly sekundárně zakomponovány do nového oltáře. Ten podle dobových záznamů vznikal v několika etapách mezi lety 1508 – 1517. Základní řezbářská část pochází z let 1508 – 1510; závěrečné zlacení a polychromování se realizovalo až o několik let později. Řezbářské práce oltáře jsou dílem Mistra Pavla z Levoče a jeho dílny, malby na křídlech se připisují mistru Hansi Molerovi.

## Okolnosti vzniku
Období kolem přelomu 15. a 16. století znamenalo v dějinách města dobu mimořádného rozmachu, což se odrazilo v růstu životní úrovně jeho obyvatel. Ti se kromě zhodnocování města a svých obydlí zaměřili na novou, honosnější výzdobu farního chrámu. Jednotlivci, řemeslné cechy, náboženská bratrstva a spolky i samotné město se podíleli na fundacích oltářů v chrámu, kterými se již od šedesátých let 15. století zaplňoval chrámový interiér. V kontrastu s nádherou a velkolepostí nových vedlejších oltářů vyzníval presbytář s původním hlavním oltářem zastarale. Proto městská rada s farou rozhodla počátkem 16. století o postavení nového hlavního oltáře.
Nový hlavní oltář neměl být pouze nejvýznamnějším článkem chrámového interiéru a ústředním bodem jeho kultu; měl vyjadřovat hrdé sebevědomí jeho obyvatel a poukazovat na význam nejdůležitějšího města Spiše.
Objednatel oltáře, kterým byl tehdejší levočský farář Jan (Johannes) Henckel, měl již při zadávání objednávky jasnou představu o vzhledu finálního díla. Předlohou měl být již tehdy slavný mariánský hlavní oltář krakovské Baziliky Nanebevzetí Panny Marie (známé jako Kościół Mariacki), vrcholné dílo vynikajícího norimberského sochaře Veita Stosse. Podíl na vzniku oltáře měl i levočský rychtář Melchior Messingschläger, který kromě toho, že v roce 1503 stál v čele městské rady, v letech 1512 – 1522 působil jako správce levočské farnosti a od roku 1517 stál spolu s Mistrem Pavlem a malířem Hansem Molerem na čele Bratrstva Kristova těla.

## Mistr Pavel a jeho vrcholné dílo
Práce na novém oltáři zadavatelé svěřili řezbáři Mistru Pavlovi, který se někdy po roce 1500, pravděpodobně na pozvání Jana Turza, usadil ve městě. Spoluautorsky se na tvorbě oltáře podílela Pavlova umělecká dílna.
Hlavní oltář Chrámu svatého Jakuba je jediným dílem, při kterém je autorství Mistra Pavla, doložené písemnou zprávou, nezpochybnitelné. Je to současně i umělcovo vrcholné dílo.
Obecně lze říci, že záznamy týkající se osoby autora oltáře jsou poměrně skoupé. Až téměř do konce 19. století bylo jeho jméno neznámé. Zapříčinil to fakt, že v roce 1550 zachvátil Levoču velký požár, kterému padla za oběť nejen velká část města ale i městský archiv. Až v sedmdesátých letech 19. století na autora hlavního oltáře farního kostela upozornil nápis na jedné z náhrobních desek. Probošt levočské farnosti Pavol Still při studiu nápisů na zachovaných náhrobních deskách objevil na epitafu, který dal v roce 1621 zhotovit místní kameník a stavitel Martin (Martinus) Urbanovitz své manželce Markétě, Pavlovo jméno a řemeslo (Pauli sculptoris). Z náhrobní desky se dozvídáme, že Martinova manželka byla vnučkou sochaře Pavla, který vytvořil levočský hlavní oltář.
Výňatek z textu Urbanovitzova epitafu:
| ANNO 1621 MARTINUS URBANOVITZ         | Roku 1621 Martin Urbanovitz         |
| STATUARIUS LAPICIDA ET MURATOS        | kameník, sochař a zedník            |
| CIVIS HUIUS REIPUBLICAE LEUTSCHO      | občan tohoto města Levoča           |
| …                                     |                                     |
| MARGARETHAE FILIAE OLIM WOLF          | Markétě, dceři Wolfangel            |
| GANGI…                                |                                     |
| PAULI SCULPTOR FILIAE QUI SUPREMUM AL | vnučka sochaře Pavla, který vyřezal |
| TARE ECCLESIAE HUIUS SCULPSIT QUACUM  | hlavní oltář tohoto kostela         |
| …                                     | …                                   |

(Pozn.: Matka Markéty, též Margita a dcera Mistra Pavla, byla vdaná za kameníka a stavitele Wolfganga Kleina pocházejícího ze severního Bavorska.)
Tento údaj o Pavlovi byl dlouho jediným spolehlivým pramenem uvádějícím jméno autora oltáře a ozřejmujícím i jeho rodinné vztahy, ale neposkytoval žádný podklad pro dataci vzniku oltáře.
O tom, že v Levoči žil řezbář jménem Pavel existuje několik záznamů týkajících se osoby Paula Schnitzera, tj. Pavla řezbáře (v němčině Schnitzer znamená řezbář), kterého lze s Mistrem Pavlem ztotožnit. Důležitým zdrojem poznatků jsou záznamy společenství zvaného Bratrstvo Kristova těla (Fraternitas Corporate Cristi), které bylo v Levoči založeno v roce 1402 jako jeden ze sedmi nábožensko společenských spolků ve městě. S činností Bratrstva souvisí i nejstarší písemný doklad o Mistru Pavlovi. Pochází z roku 1506 a hovoří se v něm o přijetí nových členů do spolku, z nichž každý musel zaplatit poplatek jeden zlatý. Jedním z nově přijatých členů uvedených v seznamu byl Pavel. V jiném dokumentu – zápisu Bratrstva z roku 1515 – se uvádí, že v uvedeném roce zvolili Pavla do jeho předsednictva.
I z některých dalších historických záznamů se dozvídáme o životě a působení řezbáře Pavla v Levoči:
1. List levočského malíře Theofila Stanzela psaný 1.8.1523 do Bardejova
2. Záznam v Levočské kronice Gaspara Haina, kde se v seznamu městských radních z roku 1525 vzpomíná Paul Schnitzer
3. Daňový soupis obyvatel Levoče z roku 1542, kde se vzpomíná vdova po Paulovi Schnitzerovi

Z těchto záznamem tedy vyplývá, že řezbář Pavel byl ve městě veřejně činný v rozpětí let 1506 – 1542; v uvedeném roce již nežil. Předpokládá se, že v době prací na oltáři musel být zralým umělcem a váženým levočským občanem.

## Popis oltáře
Gotický hlavní oltář Chrámu svatého Jakuba je typem tzv. triptychového oltáře. Celý je zhotoven z lipového dřeva. Retabulum je tvořeno skříní (oltářní archou) a dvěma uzavíratelnými pohyblivými křídly; za nimi po obou stranách jsou pevné postranice – fixní křídla, takže i při zavření skříně zůstává soustava triptychu nezměněna.
Téměř všechny plastiky a reliéfy, které tvoří výzdobu hlavního oltáře jsou vyhotoveny podle předloh. Týká se to i větších kompozičních celků (predella, retabulum) a nakonec i celého oltáře. Předpokládá se, že přímým vzorem levočského retabula bylo retabulum tzv. Schwabašského oltáře (dílo norimberské umělecké dílny Michaela Wolgemuta z roku 1506) v evangelickém farním Kostele svatého Jana a Martina ve Schwabachu nedaleko Norimberku. Pod bezprostředním vlivem tohoto oltáře vznikla i predella levočského oltáře s Poslední večeří.

### Oltářní skříň

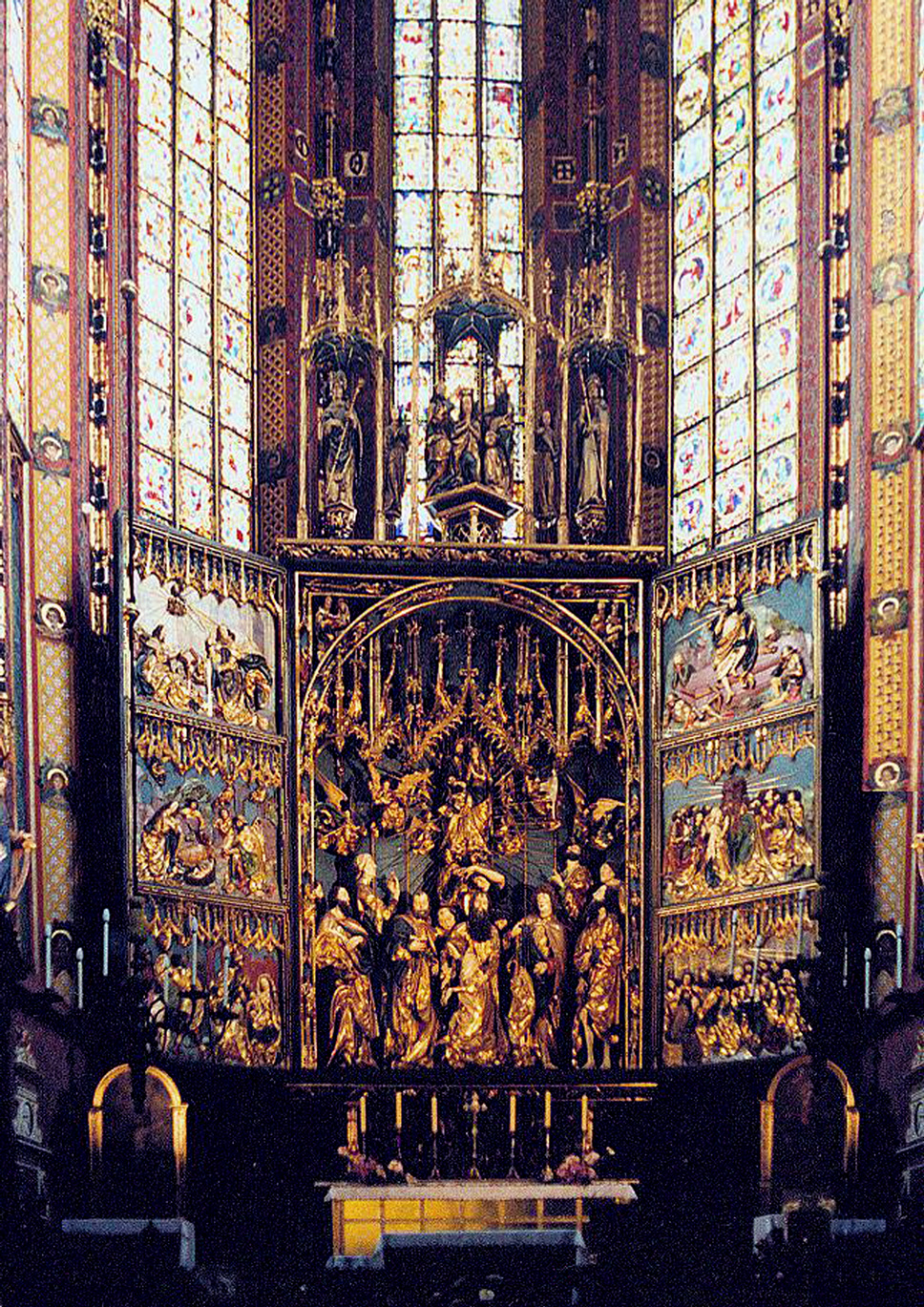
Předlohou levočského oltáře je hlavní oltář krakovské Baziliky Nanebevzetí Panny Marie, dílo norimberského mistra Veita Stosse

Ústřední částí oltáře je archa. Jde o trojrozměrnou architekturu, uprostřed níž pod baldachýnem tvořeným spletí gotických fiál stojí Panna Maria na půlměsíci s Ježíškem v náručí; po jejích stranách apoštolové – svatý Jakub jako patron kostela (po Mariině pravé straně) a svatý Jan Evangelista. Realistické ztvárnění postav v nadživotní velikosti – socha Panny Marie je vysoká 2,47 metru, svatého Jakuba 2,32 metru a svatého Jana 2,30 m – dokazuje mistrovo nadání a zručnost vtělit náboženské myšlenky do postav odpozorovaných ze skutečného života. Pannu Marii Mistr Pavol zachytil jako krásnou štíhlou ženu ve zralém věku. V pravé ruce drží žezlo, které ji spolu s korunou nad její hlavou v rukou andělů charakterizuje jako Královnu nebes (Regina Coeli). Na levé ruce jí sedí Ježíšek, který v levé ruce drží jablko, pravou ručkou žehná. Postava svatého Jakuba s neodmyslitelnou mušlí na jeho čepici a poutní holí v ruce představuje zralého muže. Svatý Jan s typicky dívčí jemnou tváří a kudrnatými dlouhými vlasy drží v levé ruce kalich s vylézajícím hadem.
Postava svatého Jakuba v oltářní skříni reflektuje jednu z vynikajících prací Veita Stosse, sochu svatého Rocha ve florentské bazilice Santissima Annunziata. Svatý Jan zase napodobuje schéma sochy svatého Jana Křtitele na hlavním oltáři výše zmíněného evangelického kostela ve Schwabachu.
Čtyři relativně malé postavy (výška 21 centimetrů) nad Madonou a oběma apoštoly představují čtyři západní církevní otce – svatého Řehoře Velikého, svatého Jeronýma, svatého Augustina a svatého Ambrože.
Bohatě profilovaná, konstrukčně složitá architektura hlavního oltáře vrcholí mohutným a vysokým nástavcem z fiálových krabů, baldachýnů a rozvilin, sahajícím až ke klenbě, ve kterém jsou v nikách zakomponovány postavy dvanácti apoštolů, pocházejících pravděpodobně z původního oltáře z let 1340 – 1360. Tři hlavní fiálové věže, krajní nižší věžičky a další fiály jsou pospojovány opěrnými oblouky do odstupňovaných etáží.

### Reliéfy na oltářních křídlech
Reliéfy na oltářních křídlech spolu s obrazy na postní straně křídel tvoří souvislý myšlenkový celek. Jeho úvodní částí je predella se známou scénou Poslední večeře, kterou podle liturgického kalendáře začínají pašije.
Výjevy na reliéfní straně oltářních křídel se vážou k postavám obou apoštolů v oltářní skříni. Zde epický děj započatý Poslední večeří pokračuje scénami ze života svatého Jakuba a svatého Jana Evangelisty. Levé křídlo oltáře obsahuje scény ze života svatého Jakuba – nahoře Rozeslání apoštolů do světa, dole Stětí svatého Jakuba, pravé výjevy ze života svatého Jana – nahoře Svatý Jan na ostrově Patmos, dole martyrium svatého Jana.
Scéna Rozeslání apoštolů do světa představuje Ježíšovy učedníky, jak se po Kristově smrti loučí a rozcházejí do světa hlásat evangelium. Je zde současně jediná scéna, na níž jsou zachyceni všichni apoštolové. Jejich další osudy jsou podány pouze zkratkovitě, na příbězích dvou z nich – Jakuba a Jana. Spodní levý výjev Stětí svatého Jakuba přibližuje scénu, kdy byl svatý Jakub popraven. Podle tradice se tak stalo za vlády krále Heroda Agrippy I. V Jeruzalémě v roce 44.
Svatému Janovi evangelistovi jsou věnovány reliéfy pravého oltářního křídla. Janovy osudy zde začínají výjevem Martyrium svatého Jana na spodním reliéfu. Jan údajně nechtěl v Římě obětovat pohanským bohům a proto byl kolem roku 100 před branou zv. Porta Latina mučen v kotli s vařícím olejem. Toto mučení mu však neublížilo a zůstal nezraněn; olej se dokonce proměnil na osvěžující koupel. Za trest byl Jan vypovězen na ostrov Patmos. Tam ho zobrazuje poslední, vrchní reliéf pravého oltářního křídla, na kterém píše svou slavnou Apokalypsu. Je zachycen ve chvíli, kdy upírá pohled na Pannu Marii, která se mu zjevila v oblacích.
Předpokládá se, že Mistrovi Pavlovi byla při tvorbě reliéfů oltářních křídel předlohou díla starších umělců, např. Stětí svatého Jakuba vychází z jedné ze Stossových rytin, Svatý Jan na ostrově Patmos byl inspirován mědirytinami Martina Schongauera zobrazujícími stejné téma, předlohou Martyria svatého Jana byly Dřevořezby mistra německé renesance Albrechta Dürera.
Jako ostatní součásti oltáře i reliéfy, každý s rozměrem 186 x 110 cm, jsou zhotoveny z lipového dřeva.

### Malby na oltářních křídlech
Postní, malovaná strana oltářních křídel obsahuje osm výjevů ve dvou řadách z kristologického cyklu. Jejich sled je vodorovný. Spolu tvoří souvislý děj, který postupuje zleva napravo. Horní řada obsahuje malby (zleva doprava) – Ježíš v Getsemanské zahradě, Bičování, Korunování trním, Ecce homo, dolů – zleva doprava – Kristus před Pilátovým soudem, Kristus padá pod křížem, Ukřižování a Zmrtvýchvstání. Malby jsou umístěny na dvou pevných a dvou pohyblivých křídlech. Po technické stránce jde o temperové malby na plátnem potažených dřevěných prknech tloušťky 1,5 centimetru s rozměry 195 x 110 cm, vsazené do rámů.
Prvních šest scén cyklu prozrazuje použití jako předlohy grafického pašijové cyklu Lucase Cranacha staršího označovaného jako Passio D. N. Jesu Christi, vydaného v roce 1509 v saském Wittenbergu. Při scénách Ukřižování a Zmrtvýchvstání vycházel jejich autor z dřevořezů Dürerova žáka a asistenta Hanse Schäufeleina uveřejněných v roce 1507 v knize Speculum Passion Domini Jesu Christi (Obraz utrpení Pána Ježíše Krista).
Použité grafické předlohy pomáhají objasnit a časově zařadit tyto malby, jejichž dokončení se předpokládá do období let 1513 – 1514. Jejich autorem byl pravděpodobně levočský mistr Hans Moler, který je v uvedeném období archivní doložen jako člen Bratrstva Kristova těla.

### Predella

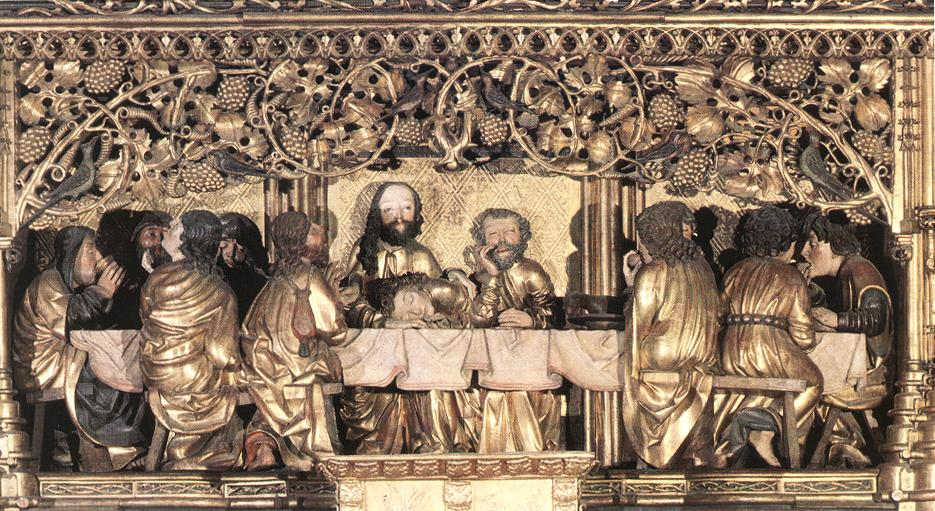
Mistr Pavel z Levoče, Poslední večeře, predella oltáře, 1508 - 1517, polychromované dřevo

Unikátním mistrovským dílem soustřeďující na sebe pozornost diváka je predella oltáře. Je to obdélníková skříň, jejíž volná strana otevírá pohled do večeřadla, kde umělec mistrovským způsobem zachytil jeden ze základních výjevů Nového zákona Poslední večeři. Pod bohatým baldachýnem s motivem révy se sedícími ptáky Mistr Pavel umístil skupinu dvanácti apoštolů s Ježíšem. Z Kristovy tváře se dají vyčíst tragické slova: "Jeden z vás mě zradí." (Mk 14,18). Zdá se, že Ježíšova slova si uvědomují pouze dva apoštolové – Petr, sedící po Kristově levé ruce a Jidáš, sedící naproti, kterého poznáme podle měšce na jeho zádech. Ostatní apoštolové se navzájem baví, jedí a pijí, jakoby se nic nedělo; Jan dokonce spí. Zvláštností skupiny apoštolů Pavlovy Poslední večeře je fakt, že kromě Jakuba, Petra, Jana a Jidáše žádného dalšího Mistr Pavol nijak neoznačil. Jednoho z bezejmenných apoštolů někteří odborníci (např. restaurátor Heřman Kotrba) považují za Pavlův autoportrét. Jde o apoštola po Jakubově pravé ruce. K tomuto přesvědčení je vede skutečnost, že apoštol má na hlavě čepici, jakou ve středověku nosili řezbářští mistři.
Dva erby umístěné na bočních stranách předěly patří Jagellonskému králi Vladislavovi II. a svobodnému královskému městu Levoča.
Nejspodnější částí oltáře je menza, na kterou Mistr Pavel použil menzu z původního hlavního oltáře. O její původnosti svědčí kamenická značka stavební hutě ze 14. století v podobě stylizované konve na pískovcové krycí desce menzy.
Řezbářské práce na hlavním oltáři se vyznačují mimořádnou kvalitou a to jak z technického i uměleckého pohledu. Tímto dílem se Mistr Pavel natrvalo zapsal do dějin evropského umění.

## Historické záznamy týkající se oltáře
Hlavní oltář jako významné dílo a doklad uměleckého mistrovství odedávna poutal pozornost nejen kunsthistoriků, ale i literátů a cestovatelů. Svědectví o tom nacházíme v četných historických či cestopisných záznamech týkajících se jak samotného díla tak i jeho autora.
První zmínka o retabule oltáře se nachází v Hainově městské kronice; v zápisu z roku 1508 se dočteme: "velký oltář v Levoči byl přikrytý tabulí" ("... Hatt man dasz grosse Altar zu Leutschach mit der Taffy zugedeckt. "). Jiným dokumentem vážícím se k historii oltáře je kronika kostnického městského notáře Konrada Sperfogela z let 1515 – 1537, kde se uvádí, že levočský hlavní oltář stál na svém místě dlouhou dobu in ligno (tj. "v dřevě "), tedy bez polychromie (" ... tabule namque Magna in Altar SETI jacobi que diu ante steterat in ligno ") Tyto zápisy dokládají, že oltář nevznikl najednou, ale během několika etap.

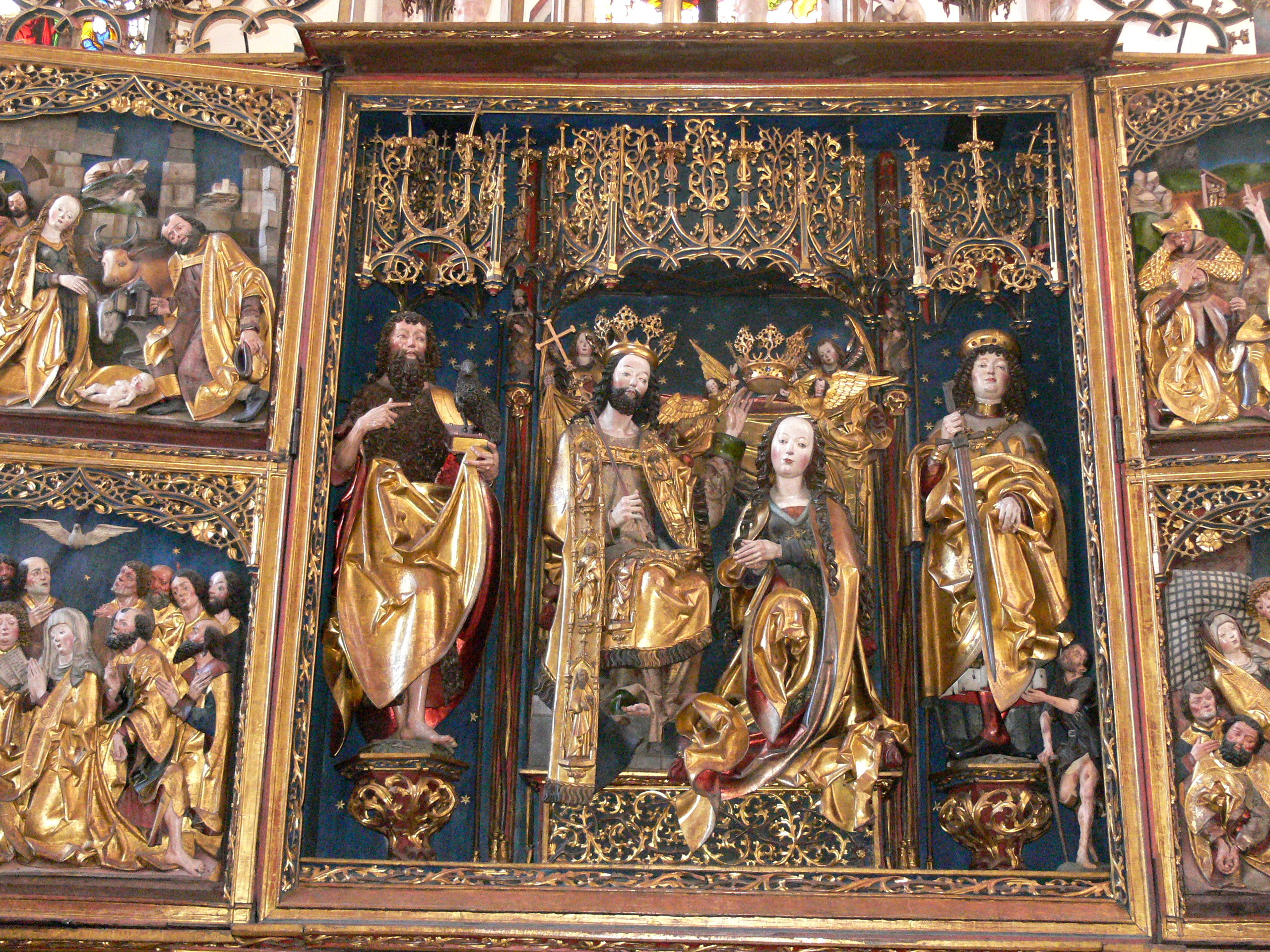
Předlohou oltářní archy levočského oltáře bylo retabulum hlavního oltáře farního Kostela svatých Jana a Martina ve Schwabachu

Důležitou skupinu historických záznamů tvoří dokumenty týkající se dohotovení oltáře. V kronice Bratrstva Kristova těla z roku 1517 je zápis, podle kterého tehdejší správce kostela Melchior Messingschläger obdržel od Bratrstva čtyřicet zlatých, které použil na pozlacení a polychromii hotového díla. Z uvedeného je tedy zřejmé, že v uvedeném roce byl oltář kompletně hotový. Z hlediska datování dokončení oltáře byl pozoruhodným nález křídou napsaného letopočtu 1517 na vnitřní straně jednoho pevného křídla, který byl objeven během rekonstrukce v 50. letech 20. století.
Nejstarší zachovaný popis hlavního oltáře je v kronice Liber ecclesiae parochialis liberae regiae et civitatis Leutschoviensi (Kronika farnosti svobodného královského města Levoče) z roku 1713. Popis oltáře se objevuje i v protokolech provedených kanovnických vizitací z let 1752 a 1832.
Z památkářsko ochranářského hlediska oltáři věnoval pozornost maďarský spisovatel a novinář Imre Vahot ve svém cestopise z roku 1846.
Otázku autorství a času vzniku nastolil a na uměleckohistorický význam hlavního oltáře poukázal významný český kartograf a rytec Václav Merklas v roce 1860 ve své studii o středověkých památkách levočského farního kostela. V souvislosti s pracemi na oltářních skulpturách však předpokládal bezprostřední účast Veita Stosse a jeho krakovské dílny. Merklas se domníval, že část plastické výzdoby dokončili Stossovi žáci, když se jejich mistr přestěhoval z Krakova do Norimberku. V otázce datování vzniku oltáře Merklas předpokládal, že erby malované na bocích oltářní predelly jsou erby Jagellonských panovníků Vladislava II. a jeho syna Ludvíka II. A proto čas vzniku oltáře kladl do období mezi lety 1490 – 1526, tj. krajními letopočty panování těchto králů.
Mistra Pavla jako autora hlavního oltáře poprvé literární uvedl architekt a kunsthistorik Imrich Henszlmann, člen uherské akademie věd, v roce 1878, když se seznámil s Urbanovitzovým epitafem.

## Další osudy oltáře
Je téměř neuvěřitelné, že takové obrovské dílo, vyhotovené z hořlavého a škůdci lehce napadnutelného materiálu, přežilo na svém místě více než pět set let. Přitom bylo několikrát vystaveno nejrůznějším nebezpečím, které jej bezprostředně ohrožovaly. Živelní pohromy, války, náboženské nepokoje pohltily nejednu vzácnou památku středověkého umění. I levočský oltář často stál uprostřed dramatického dění a přece se šťastně zachoval v celé své historické i výtvarné podstatě jako málokteré dílo tohoto druhu.
V období od jeho vzniku až do současnosti velké požáry pětkrát téměř zničily celé město, nebo jeho velké části; vícekrát oheň ohrožoval i kostel. Všechny tyto události oltář přečkal neporušený. Pouze při posledním velkém požáru v roce 1923 hořící krov prorazil chrámovou klenbu, ale oltář díky obětavosti obyvatel města byl uchráněn.
Oltář zdárně přečkal i období vítězství protestantské reformace v polovině 16. století. Levočští protestanti dílo katolické církve nejenže nezničili ale jej převzali beze změny a v jeho původní funkci.
O století později opět odolal, tentokrát nástupu barokního slohu, před kterým musely stovky památek gotického umění ustoupit výtvarným dílům, vyhovujícím požadavkům nové kulturní epochy.

### Restaurace oltáře

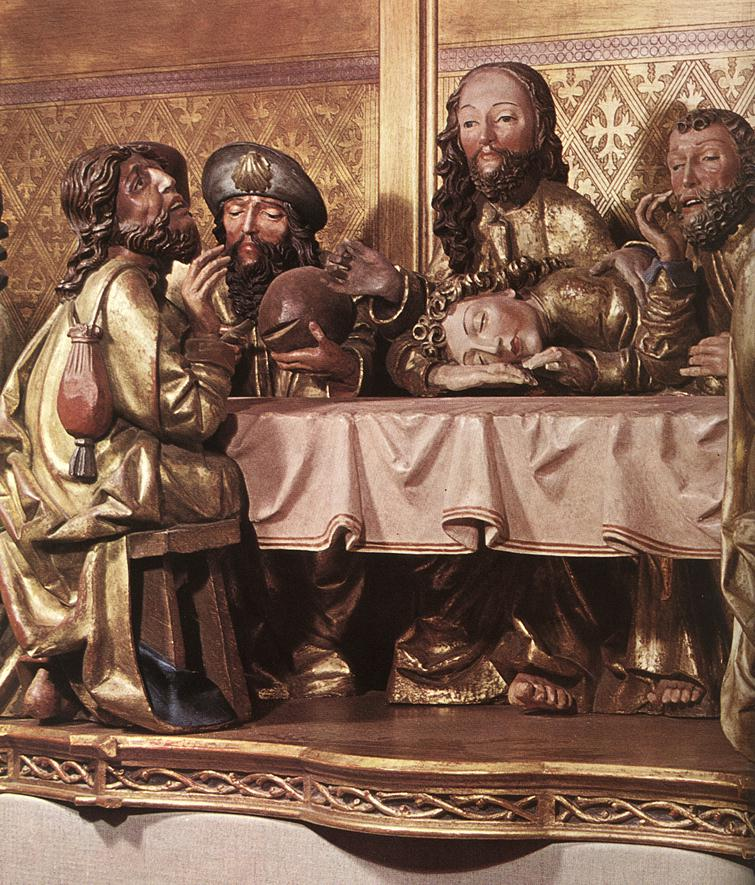
Skupina Poslední večeře z předěly hlavního oltáře - Jidáš, sv. Jakub, Ježíš Kristus, sv. Jan, sv. Peter

Oltář Mistra Pavla prošel v minulosti čtverým restaurováním. První, rozsahem nevelké, proběhlo sto let po jeho dokončení. O druhé opravě v roce 1775 víme z nápisu na oltáři; předposlední proběhla v roce 1874. Všechny zmíněné renovace se v podstatě soustředily pouze na vizuální stránku díla. Jejich hlavním cílem byla obnova poškozené polychromie a očištění jednotlivých součástí oltáře. Renovace v roce 1874 proběhla v duchu doby, která znamenala úpadek památkové péče a restaurátorskeho řemesla vůbec. Odrazilo se to i na stavu provedených prací, když vzácná polychromie plastik se nevhodně přemalovala olejovými barvami čímž se pokazilo svěží barevné podání oltářních segmentů.
Ani jedna z předchozích renovací se nevěnovala největšímu nebezpečí, které hrozí každé dřevěné památce – červotoči. Po staletí hlodal oltář tento nebezpečný škůdce a situace dospěla do stádia, kdy reálně hrozilo jeho zhroucení. Ozývaly se hlasy upozorňující na tento stav a podnikly se i pokusy zastavit hrozící pohromu. Obrovské rozměry oltáře však celou situaci komplikovaly. Složitost úlohy úsilí o záchranu díla stavěla do cesty různé překážky technického a finančního rázu. Nebyly předpoklady, aby se zajistily všechny potřebné prostředky a problémem byla i nedostatečná metodická a odborná připravenost.
Zásluhou vynaloženého úsilí ze strany představitelů města, farnosti ale i státu však v padesátých letech 20. století přistoupilo k dosud největší restaurátorské akci na záchranu této vzácné památky. Trvala tři roky (1952 – 1954) a jejími realizátory byli bratři Kotrbovi (František, Karel, Heřman a Josef) se spolupracovníky. Známí českomoravští umělci (František a Josef byli malíři, Karel pozlacovač a Heřman řezbář) a restaurátoři, kteří vyšli z umělecké dílny svého otce Viktora, se úkolu zhostili s mimořádnou precizností a důkladností. Jejich hlavním záměrem bylo nejen oltář zachránit a obnovit jeho vnějšek ale především uchovat celou jeho historickou podstatu, hmotu i tvar se všemi znaky složitého uměleckohistorické vývoje. O tom, že šlo o renovaci mimořádně rozsáhlou svědčí soupis prací, které tato akce obsahovala. Její součástí bylo rozebrání celého oltáře do nejmenšího dílu (od svého vzniku byl oltář poprvé rozebraný), zničení červotočů, napuštění dřeva pryskyřicí obsahující speciální složky na ochranu před škůdci, vlastní restaurování oltáře (vytmelení poškozených částí, odstranění starších premaleb, obnova polychromie) a opětovné poskládání celého díla. Vedle toho se uskutečnil důsledný soupis jednotlivých součástí, jejich podrobný popis, zmapování, zaměření a vyhotovení fotodokumentace jakož i vypracování schematického plánu oltáře. Po rekonstrukci, která památce vrátila její krásu z dob vzniku, se mohli s oltářem Mistra Pavla seznámit návštěvníci mezinárodní výstavy EXPO v Bruselu v roce 1958.

## Význam oltáře
Hlavní oltář levočského farního kostela je syntézou architektury, plastiky, malířství a dekorativního umění. Byla to však práce a mimořádná zručnost Mistra Pavla, promyšlená a poznamenaná smyslem pro celek a jeho harmonickou vyváženost, která monumentálnímu dílu vtiskla jednotící systém. Přísná architektonická výstavba oltáře umožnila jeho citlivé posazení do prostoru presbytáře, osvětleného vysokými vitrážovými okny. Otevřený oltář díky bohatému zlacení září jako mohutná monstrance a je prvním "uměleckým exponátem" chrámového interiéru, na který padne zrak každého návštěvníka.